# Bremen (avião)
O Bremen é uma aeronave alemã Junkers W 33 que realizou o primeiro voo transatlântico bem-sucedido de leste a oeste em 12 e 13 de abril de 1928.
Após atrasos devido ao clima que duraram 17 dias,:52 o Bremen deixou o Aeródromo de Baldonnel, Irlanda, em 12 de abril com uma tripulação de três homens, chegando à Ilha Greenly, Canadá, em 13 de abril, após um voo repleto de condições difíceis e problemas com a bússola.
O proprietário Ehrenfried Günther Freiherr von Hünefeld, um rico aristocrata alemão, e o piloto Capitão Hermann Köhl haviam feito uma tentativa totalmente alemã desse feito em 1927, mas tiveram que abandoná-la devido ao mau tempo. Para esta nova tentativa, juntou-se a eles um terceiro tripulante, o navegador irlandês Major James Fitzmaurice. Fitzmaurice também havia tentado anteriormente a travessia, como copiloto do Princess Xenia (aeronave) com Robert Henry McIntosh, mas tiveram que abandonar a tentativa devido a fortes ventos contrários em setembro de 1927.:52

## Registro de voo

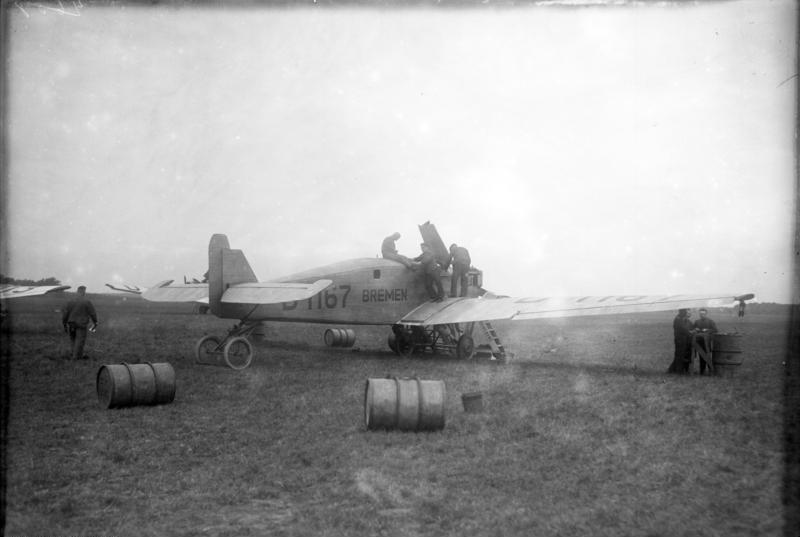
O Bremen em Baldonnel preparando-se para a decolagem

- 12 de abril, 05h09 GMT: Ligue o motor do Bremen no Aeródromo de Baldonnel (cerca de 19 km (12 milhas) a sudoeste de Dublin).
- 12 de abril, 05h38 GMT: Decolou do aeroporto de Baldonnel e seguiu para o oeste.
- 12 de abril, 07h05 GMT: O Bremen passou pelo Farol de Slyne Head no condado de Galway, começou a cruzar o Atlântico e se dirigiu para Mitchel Field, Long Island, Nova York, mantendo uma altitude de 1 500 pés (460 m) e uma velocidade no ar de 200 quilômetros por hora (120 mph)
- 12 de abril, 09h00 GMT: A tripulação começou sua primeira refeição no ar: caldo quente e sanduíches.
- 12 de abril, 13h45 GMT: Bremen cruzou o meridiano 30 oeste. A velocidade de superfície era superior a 90 nós (170 km / h; 100 mph).
- 12 de abril, 16h00 GMT: Bremen subiu para 610 m (2 000 pés).
- 12 de abril, 21h00 GMT: A tripulação fez seu último cálculo de deriva. Quando o sol desapareceu e as nuvens obscureceram as estrelas, o Bremen subiu para 6 000 pés (1 800 m). Köhl estimou que eles estavam a cerca de três horas da terra. Se eles tivessem conseguido permanecer no curso, sua estimativa teria se mostrado correta. Na verdade, sem a ajuda da estrela do norte, eles contaram com uma bússola magnética e se desviaram do curso em direção ao norte.
- 13 de abril, 06h50 GMT: Eles viram Polaris novamente. Fitzmaurice então estimou que sua bússola magnética estava errada em 40 graus. Köhl imediatamente virou para sudoeste para seguir a costa leste da América do Norte em direção a Mitchel Field, em Long Island, em Nova York, que ficava a cerca de 1 500 milhas (2 400 km) ao sul de Bremen. Eles voaram entre as montanhas Torngat de Labrador (então parte do Domínio de Newfoundland) e, em seguida, incapazes de reconhecer nenhum ponto de referência, seguiram o rio George rio acima, na parte nordeste da província canadense de Quebec. A fim de minimizar o efeito adverso de um forte vento sudoeste, Köhl desceu para o vale do rio George e voou a uma altitude de 10 pés (3,0 m).
- 13 de abril, 14h00 GMT: O Bremen passou sobre os lagos na nascente do George. A tripulação não viu ninguém no solo, mas as pessoas no solo avistaram o avião.
- 13 de abril, 15h00 GMT: O Bremen cruzou de volta para Labrador e foi visto voando sobre o North West River, na margem do Lago Melville.
- 13 de abril: Por volta das 17h50 GMT, com cerca de duas horas de combustível restantes, e apenas um conhecimento geral de sua localização, a tripulação avistou um farol em uma ilha com uma matilha de cães e quatro pessoas. A ilha era a Ilha Greenly, no Estreito de Belle Isle, que separa a ilha de Terra Nova de Labrador e Quebec no continente. Greenly Island, com apenas 1 quilômetro quadrado (0,39 milhas quadradas) de tamanho, fica a cerca de 4 quilômetros (2,5 milhas) do continente de Quebec.

## Pouso
Ilha Greenly é pequena, estéril e rochosa. Foi uma sorte para a tripulação que o avião pousasse em um pântano de turfa. O pouso relativamente suave os salvou, mas danificou o avião.:53
O relógio no farol foi lembrado (pela família do faroleiro) como indicando 2 da tarde no Horário do Atlântico quando o Bremen foi avistado pela primeira vez do solo. O Capitão Köhl e o Barão von Hünefeld disseram que estiveram no ar por 36 horas e meia. Se suas declarações de tempo decorrido tivessem uma precisão melhor que um minuto, o que é improvável, então a hora do pouso foi às 18:08 GMT ou 13:08 EST ou 14:08 Horário do Atlântico.
Gretta May Ferris, uma enfermeira de Saint John, New Brunswick, que estava destacada na Estação Médica Grenfell próxima de Forteau, viajou de trenó puxado por cães cerca de 15 milhas (24 km) para atender às necessidades médicas da tripulação; ela foi a primeira a escrever a história que foi divulgada pela mídia internacional dizendo que o Bremen havia pousado e que a tripulação estava segura.

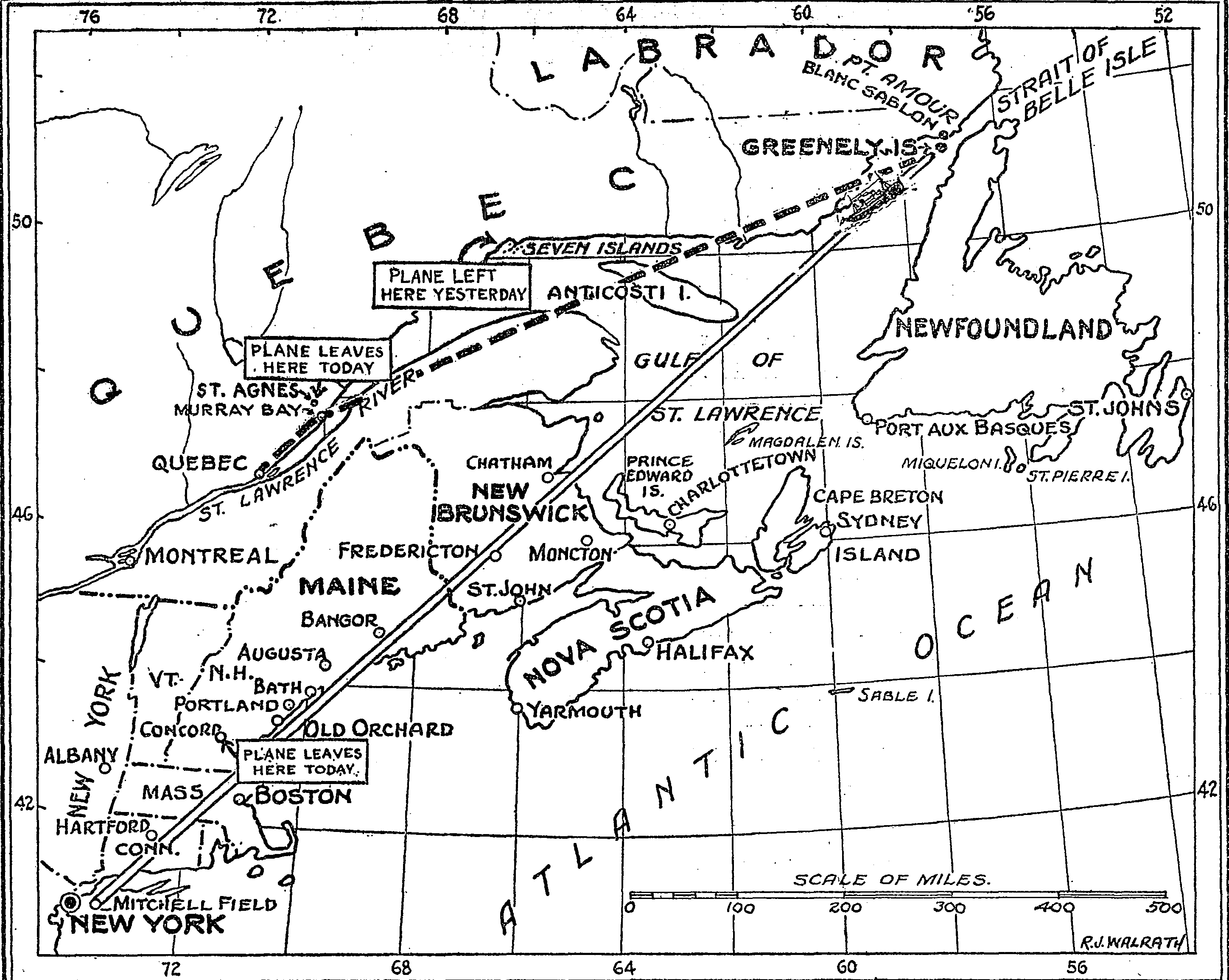
Mapa no New York Times de 16 de abril de 1928 mostrando expedições de socorro para o Bremen e a localização da ilha onde pousou

Alfred Cormier de Long Point (Lourdes-de-Blanc-Sablon), que operava o escritório telegráfico local de sua casa, fez contato com a estação Marconi VCL em Point Amour em Labrador—18 milhas  (29 km) a leste de Long Point. A partir daí, sua mensagem foi enviada através de St. John's, Terra Nova (às 6h30 da tarde) e Louisbourg, Nova Escócia. Foi encaminhada por linhas terrestres através do Canadá e via estação Radio Corporation of America (RCA) WCC em Chatham, Massachusetts, para transmissão para a Cidade de Nova Iorque.
A primeira mensagem dizia: "Avião alemão na Ilha Greenly, vento sudeste, denso [nevoeiro]."
Pouco tempo depois, uma segunda mensagem foi enviada: "Avião alemão Bremen pousou na Ilha Greenly, meio-dia, levemente danificado, tripulação bem."
Às 7:15 da noite, a história estava em todas as redações da costa leste.

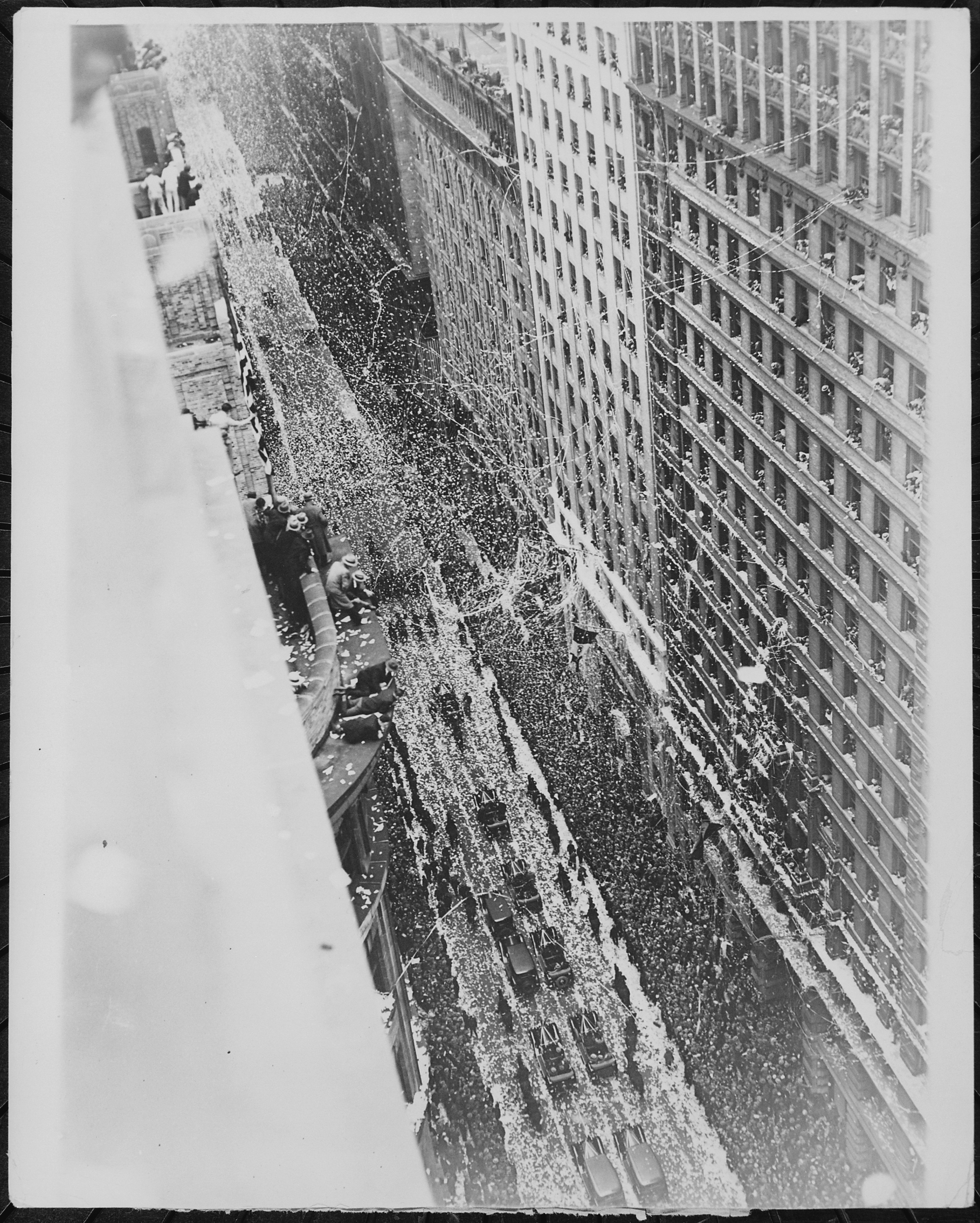
Desfile comemorativo na Cidade de Nova Iorque (30 de abril de 1928)

A primeira aeronave canadense a chegar ao local foi pilotada por Duke Schiller e a segunda máquina foi pilotada pelo piloto-chefe da Canadian Transcontinental Airways (1927-38), Romeo Vachon, que chegou dois dias depois com um grupo de representantes da mídia. Tanto Schiller quanto Vachon estavam pilotando máquinas Fairchild FC-2W; G-CAIQ (Schiller) e G-CAIP (Vachon). No final, cerca de 60 jornalistas se aglomeram na ilha para relatar a travessia bem-sucedida.:53 A tripulação do Bremen não deixou a ilha por duas semanas enquanto tentava consertar a aeronave, mas no final não tiveram sucesso.:54
A tripulação do Bremen foi resgatada por um Ford Trimotor pilotado pelos pilotos veteranos Bernt Balchen (que mais tarde pilotaria a primeira aeronave sobre o Pólo Sul) e Floyd Bennett (que havia pilotado a primeira aeronave sobre o Polo Norte, em 1926). Bennett estava sofrendo de pneumonia e morreu no hospital após o voo. Na sua chegada a Nova Iorque em 30 de abril, a tripulação do Bremen foi homenageada com um desfile de confetes.
Em 2 de maio, o 70º Congresso dos Estados Unidos autorizou o Presidente Calvin Coolidge a conferir a Cruz de Voo Distinto dos Estados Unidos aos Aviadores do Bremen. De volta à Irlanda em 30 de junho de 1928, eles receberam a Liberdade da Cidade de Dublin em reconhecimento à sua conquista no voo transatlântico
Mais tarde em 1928, eles publicaram um livro sobre sua experiência chamado (em inglês) The Three Musketeers of the Air (Os Três Mosqueteiros do Ar).

## Status

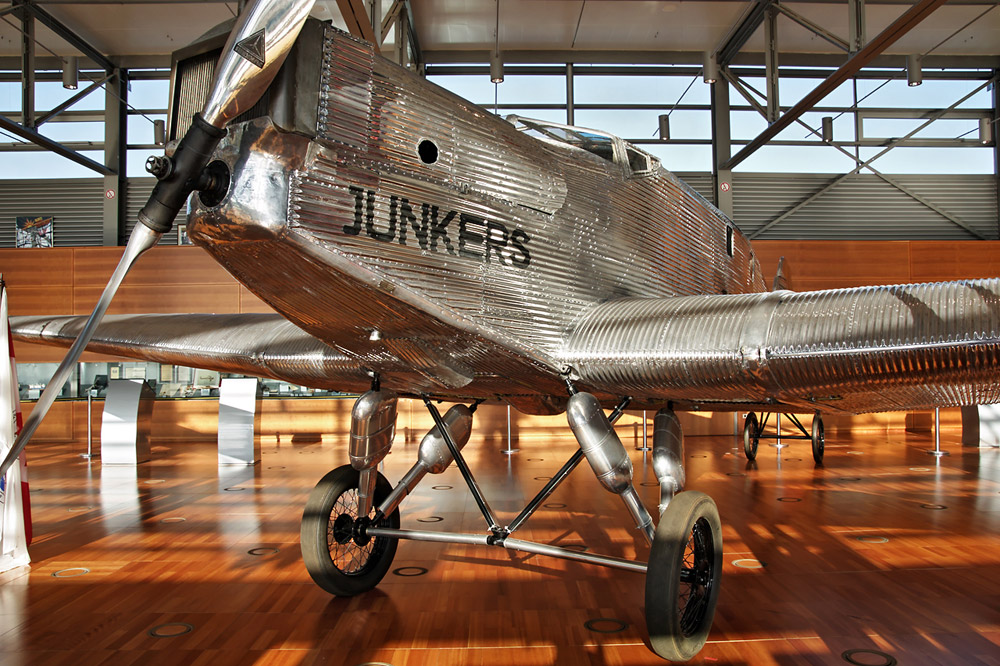
O Bremen nos tempos modernos

O Bremen pertence ao Museu Henry Ford em Dearborn, Michigan, e está em exibição em um hangar no Museu do Aeroporto de Bremen.